# Tonight (星の降る夜に)
「Tonight (星の降る夜に)」（トゥナイト ほしのふるよるに）は、1991年3月6日に、東芝EMI / EASTWORLDからリリースされた山下久美子の21枚目のシングル。

## 概要
前作『微笑みのその前で』から約3年ぶりのシングルで、移籍第1弾シングル。アルバム『JOY FOR U』の先行シングル。
表題曲はフジテレビ系『ウッチャンナンチャンのやるならやらねば!』のエンディングテーマに起用された。
発売から28年後の2019年に公開された映画『ダンスウィズミー』（矢口史靖監督）で本曲が使用されている。主演の三吉彩花は、本曲を歌唱するクライマックスシーンを撮影した後、感極まって泣いてしまったという。

## 収録曲
| 全作詞: 山下久美子、全作曲・編曲: 布袋寅泰。 |                            |            |            |      |
| #                                            | タイトル                   | 作詞       | 作曲・編曲 | 時間 |
| 1.                                           | 「Tonight (星の降る夜に)」 | 山下久美子 | 布袋寅泰   | 5:11 |
| 2.                                           | 「ロマンス」               | 山下久美子 | 布袋寅泰   | 5:56 |
| 合計時間:                                    | 合計時間:                  | 11:07      |            |      |